# Norodom Sihamoní

Estandarte Real.

Norodom Sihamoní (jemer:  នរោត្តម សីហមុនី; Nom Pen, 14 de mayo de 1953) es el monarca constitucional, jefe de Estado del Reino de Camboya, perteneciente a la familia real jemer Norodom y en el trono de su país desde el 29 de octubre de 2004 después de que su padre, el rey Norodom Sihanouk, abdicara. Su madre es la reina madre, Norodom Monineath Sihanouk de Camboya.

## Título
Samdech Chauvea Veang Kong Som Ol, en jemer:

 Se dice:

Preahmâhaviraksat (preah, "sagrado"; -mâha-, sánscrito "grandioso" con maha- en maharajá; -vira-, sánscrito vīra "valiente o eminente, varón, héroe, jefe" del latín vir, viris, que en castellano resulta varón; -ksat, "guerrero, gobernante" de la palabra hindi Kshatriya).

## Biografía
El príncipe Norodom Sihamoní, hijo del rey Norodom Sihanouk y Padre de la Patria, nació en Nom Pen, la capital del Reino de Camboya, pero pasaría gran parte de su niñez y juventud en el exterior.
Su nombre, Sihamoní, deriva de la contracción de los nombres de sus padres Siha (Sihanouk) y Moní (Monineath).

### Niñez y adolescencia
Entre 1959 y 1962 el príncipe Sihamoní hizo sus primeros estudios básicos en la Escuela Norodom, mientras la secundaria en el Colegio Descartes de Nom Pen. En 1970, cuando su padre, que era entonces primer ministro del país, fue derrocado por el General Lon Nol para alinear a Camboya de parte de los Estados Unidos en la Guerra de Vietnam, el joven príncipe de 18 años es enviado a la ciudad de Praga a terminar sus estudios. Estaría en la República Checa toda la década de los convulsionados 70 para su país. El príncipe se dedicaría entonces a una vida intensa de estudios y preparación: con una actitud natural por las artes, estudiaría danza, música y teatro en el Conservatorio Nacional de Praga, se destacaría como estudiante modelo al terminar sus estudios de bachillerato, ganaría el primer lugar en el curso de danza clásica del Conservatorio, haría sus estudios universitarios en la Academia Nacional de Artes Musicales y en la cual presentaría su tesis «La concepción y administración de las escuelas artísticas en Camboya». En 1976 iría a Corea del Norte en donde haría estudios de Artes Cinematográficas.

### Después de la caída de los jemeres rojos
El príncipe, lejos de la convulsionada Camboya de los años 70, conocería sin embargo las dificultades que supuso para su padre, el rey Norodom Sihanouk las tragedias de su nación. Entre 1976 y 1979 fue literalmente hecho prisionero por los jemeres rojos junto a sus padres y su hermano menor, el príncipe Norodom Narindrapong. Liberados y exiliados en China, el príncipe Sihamoní cumple su primer encargo político: ser el secretario de su propio padre, quien había constituido un gobierno de resistencia a la invasión de Vietnam. 
Amante de las artes, más que de la política, en 1988 el príncipe sería nombrado presidente de la Asociación de Danza Jemer en Francia y director artístico del Ballet Grupo Deva. Sus estudios cinematográficos en Corea del Norte no caerían en el olvido: en 1993 dirige dos producciones cinematográficas acerca del ballet: Sueño y el Cuarto elemento. Será además el administrador general de la Real Corporación Cinematográfica Jemer «Khmara Pictures»
Lo encontramos de nuevo hacia el 2000 en Europa, esta vez en París, en donde sería profesor de danza clásica y pedagogía artística en el Conservatorio Marius Petipa, en el Conservatorio Gabriel Fauré y en el Conservatorio W.A. Mozart.
El príncipe desempeñó además el cargo de embajador de Camboya ante las Naciones Unidas entre 1993 y 2004. En 1994 el rey Norodom Sihanouk le dio el título de «Gran Príncipe» (en jemer «Samdech Preah Boromneath»).

## Rey de Camboya
Artículo principal: Reyes de Camboya
La sucesión para los reyes constitucionales de Camboya está establecida en la Real Constitución del país y dice que el nuevo rey deberá ser seleccionado por el Consejo Real que está constituido por el primer ministro, los jefes de las órdenes de Mohanikay y Thammayut y el primer y segundo vicepresidente de la Asamblea. El rey debe ser seleccionado de un descendiente de la familia real (Norodom), sea este descendiente de la familia del rey Norodom o del rey Sisowath y ser un varón mayor de 30 años. En la Constitución Política no estaba contemplado el caso de abdicación del rey, por lo que se tuvo que hacer un referéndum que diera la posibilidad de elegir a un nuevo rey, aunque el mismo rey Norodom Sihanouk propuso la eliminación política de la figura del rey. El deseo popular era muy distinto[cita requerida] en una cultura en donde el significado ancestral del rey es fundamental y por esta razón, el Consejo Real lo eligió Rey de Camboya en octubre de 2004.

## Patronazgos
- Miembro del Alto Consejo de Países Francófonos (2004).
- Miembro Extranjero de la Academia de las inscripciones y lenguas antiguas (2008).

## Distinciones honoríficas

### Distinciones honoríficas camboyanas
- Soberano Gran Maestre de la Real Orden de Camboya (17/10/2004).
- Soberano Gran Maestre de la Real Orden de Monisaraphon (17/10/2004).
- Soberano Gran Maestre de la Orden Nacional de la Independencia (17/10/2004).
- Soberano Gran Maestre de la Real Orden de Sahametrei (17/10/2004).
- Soberano Gran Maestre de la Orden Camboyana del Mérito Agrícola (17/10/2004).
- Soberano Gran Maestre de la Orden de Su Majestad la Reina (17/10/2004).

### Distinciones honoríficas extranjeras
- Gran Oficial de la Orden de la Legión de Honor (República Francesa, 2004).
- Caballero Gran Cruz de la Orden de la Legión de Honor (República Francesa, 2010).
- Caballero Gran Cordón de la Suprema Orden del Crisantemo (Imperio de Japón, 18/05/2010).
- Ciudadano Honorario de la Ciudad de Praga (República Checa, 2006).[11][4]
- Medalla de Plata de la Ciudad de París (República Francesa).

## Ancestros
|  |                                  |  |  |  |  |  |  |  |  |  |  |  |  |  |  |  |
|  | 16. Norodom de Camboya           |  |  |  |  |  |  |  |  |  |  |  |  |  |  |  |
|  |                                  |  |  |  |  |  |  |  |  |  |  |  |  |  |  |  |
|  |                                  |  |  |  |  |  |  |  |  |  |  |  |  |  |  |  |
|  | 8. Norodom Sutharot              |  |  |  |  |  |  |  |  |  |  |  |  |  |  |  |
|  |                                  |  |  |  |  |  |  |  |  |  |  |  |  |  |  |  |
|  |                                  |  |  |  |  |  |  |  |  |  |  |  |  |  |  |  |
|  | 17. Bossaba Yem                  |  |  |  |  |  |  |  |  |  |  |  |  |  |  |  |
|  |                                  |  |  |  |  |  |  |  |  |  |  |  |  |  |  |  |
|  |                                  |  |  |  |  |  |  |  |  |  |  |  |  |  |  |  |
|  | 4. Norodom Suramarit             |  |  |  |  |  |  |  |  |  |  |  |  |  |  |  |
|  |                                  |  |  |  |  |  |  |  |  |  |  |  |  |  |  |  |
|  |                                  |  |  |  |  |  |  |  |  |  |  |  |  |  |  |  |
|  | 18. Norodom de Camboya (= 16)    |  |  |  |  |  |  |  |  |  |  |  |  |  |  |  |
|  |                                  |  |  |  |  |  |  |  |  |  |  |  |  |  |  |  |
|  |                                  |  |  |  |  |  |  |  |  |  |  |  |  |  |  |  |
|  | 9. Norodom Phangangam            |  |  |  |  |  |  |  |  |  |  |  |  |  |  |  |
|  |                                  |  |  |  |  |  |  |  |  |  |  |  |  |  |  |  |
|  |                                  |  |  |  |  |  |  |  |  |  |  |  |  |  |  |  |
|  | 19. Kama Sujati Puspa Nuari      |  |  |  |  |  |  |  |  |  |  |  |  |  |  |  |
|  |                                  |  |  |  |  |  |  |  |  |  |  |  |  |  |  |  |
|  |                                  |  |  |  |  |  |  |  |  |  |  |  |  |  |  |  |
|  | 2. Norodom Sihanouk              |  |  |  |  |  |  |  |  |  |  |  |  |  |  |  |
|  |                                  |  |  |  |  |  |  |  |  |  |  |  |  |  |  |  |
|  |                                  |  |  |  |  |  |  |  |  |  |  |  |  |  |  |  |
|  | 20. Sisowath de Camboya          |  |  |  |  |  |  |  |  |  |  |  |  |  |  |  |
|  |                                  |  |  |  |  |  |  |  |  |  |  |  |  |  |  |  |
|  |                                  |  |  |  |  |  |  |  |  |  |  |  |  |  |  |  |
|  | 10. Sisowath Monivong            |  |  |  |  |  |  |  |  |  |  |  |  |  |  |  |
|  |                                  |  |  |  |  |  |  |  |  |  |  |  |  |  |  |  |
|  |                                  |  |  |  |  |  |  |  |  |  |  |  |  |  |  |  |
|  | 21. Van                          |  |  |  |  |  |  |  |  |  |  |  |  |  |  |  |
|  |                                  |  |  |  |  |  |  |  |  |  |  |  |  |  |  |  |
|  |                                  |  |  |  |  |  |  |  |  |  |  |  |  |  |  |  |
|  | 5. Sisowath Kossamak             |  |  |  |  |  |  |  |  |  |  |  |  |  |  |  |
|  |                                  |  |  |  |  |  |  |  |  |  |  |  |  |  |  |  |
|  |                                  |  |  |  |  |  |  |  |  |  |  |  |  |  |  |  |
|  | 22. Norodom Hassakan             |  |  |  |  |  |  |  |  |  |  |  |  |  |  |  |
|  |                                  |  |  |  |  |  |  |  |  |  |  |  |  |  |  |  |
|  |                                  |  |  |  |  |  |  |  |  |  |  |  |  |  |  |  |
|  | 11. Norodom Kanviman             |  |  |  |  |  |  |  |  |  |  |  |  |  |  |  |
|  |                                  |  |  |  |  |  |  |  |  |  |  |  |  |  |  |  |
|  |                                  |  |  |  |  |  |  |  |  |  |  |  |  |  |  |  |
|  | 23. Sao Sambhat                  |  |  |  |  |  |  |  |  |  |  |  |  |  |  |  |
|  |                                  |  |  |  |  |  |  |  |  |  |  |  |  |  |  |  |
|  |                                  |  |  |  |  |  |  |  |  |  |  |  |  |  |  |  |
|  | 1. Norodom Sihamoní              |  |  |  |  |  |  |  |  |  |  |  |  |  |  |  |
|  |                                  |  |  |  |  |  |  |  |  |  |  |  |  |  |  |  |
|  |                                  |  |  |  |  |  |  |  |  |  |  |  |  |  |  |  |
|  | 6. Jean-François Izzi            |  |  |  |  |  |  |  |  |  |  |  |  |  |  |  |
|  |                                  |  |  |  |  |  |  |  |  |  |  |  |  |  |  |  |
|  |                                  |  |  |  |  |  |  |  |  |  |  |  |  |  |  |  |
|  | 3. Paule-Monique Izzi            |  |  |  |  |  |  |  |  |  |  |  |  |  |  |  |
|  |                                  |  |  |  |  |  |  |  |  |  |  |  |  |  |  |  |
|  |                                  |  |  |  |  |  |  |  |  |  |  |  |  |  |  |  |
|  | 14. Peang                        |  |  |  |  |  |  |  |  |  |  |  |  |  |  |  |
|  |                                  |  |  |  |  |  |  |  |  |  |  |  |  |  |  |  |
|  |                                  |  |  |  |  |  |  |  |  |  |  |  |  |  |  |  |
|  | 7. Pomme Peang                   |  |  |  |  |  |  |  |  |  |  |  |  |  |  |  |
|  |                                  |  |  |  |  |  |  |  |  |  |  |  |  |  |  |  |
|  |                                  |  |  |  |  |  |  |  |  |  |  |  |  |  |  |  |
|  | 30. Un caballero chino-camboyano |  |  |  |  |  |  |  |  |  |  |  |  |  |  |  |
|  |                                  |  |  |  |  |  |  |  |  |  |  |  |  |  |  |  |
|  |                                  |  |  |  |  |  |  |  |  |  |  |  |  |  |  |  |
|  | 15. Ouk                          |  |  |  |  |  |  |  |  |  |  |  |  |  |  |  |
|  |                                  |  |  |  |  |  |  |  |  |  |  |  |  |  |  |  |
|  |                                  |  |  |  |  |  |  |  |  |  |  |  |  |  |  |  |